# 遠州掛川風力発電所
座標: 北緯34度39分7.3秒 東経138度3分24.7秒 / 北緯34.652028度 東経138.056861度遠州掛川風力発電所（えんしゅうかけがわふうりょくはつでんしょ、英語：Enshu Kakegawa Wind Farm）は、日本の発電所。くろしお風力発電株式会社が設置する風力発電所である。

## 概要
静岡県掛川市に立地し、風車7基を擁する風力発電所である。風車の諸元としては、柱の高さが78メートル、羽根の直径が82メートルとなる。日立グループに属するくろしお風力発電によって運用されている。なお、同社は遠州掛川風力発電所の近隣にも「浜野風力発電所」を設置しており、風車1基を運用している。これらを合計すると、最大出力は1万6000キロワットに達する。また、年間予想発電量は、おおよそ3400万キロワット時と見積もられている。
なお、遠州掛川風力発電所が立地する大浜海岸周辺では、からっ風を利用した風力発電が盛んである。近隣には新エネルギー・産業技術総合開発機構と旧大東町が設置した風力発電施設や、中部電力が設置した御前崎風力発電所など、多くの風力発電施設が存在する。

## 沿革
くろしお風力発電は、丸栄コンクリート工業との合弁事業として風力発電所の設置に乗り出すことになり、丸栄コンクリート工業の子会社が立地する敷地に浜野風力発電所を建設した。同発電所は2009年10月より運転を開始した。その結果を踏まえ、同発電所の近辺に新たな発電所を設置することとなり、遠州掛川風力発電所の建設が決定した。2010年9月に遠州掛川風力発電所の建設がスタートし、事業費としておよそ48億5000万円が投じられた。2011年9月より運転を開始し、同年11月に完工式典が開催された。